# Universiteit van Ghana
De Universiteit van Ghana (Engels: University of Ghana, afgekort: UG) is de oudste universiteit en instelling voor hoger onderwijs in Ghana. De hoofdcampus bevindt zich net buiten de hoofdstad Accra, in de plaats Legon. De universiteit begon in 1948 als onderdeel van de Universiteit van Londen, maar is sinds 1961 een onafhankelijke universiteit. De studies die worden aangeboden, zijn van oudsher gerelateerd aan sociale wetenschappen, landbouw en geneeskunde, maar de universiteit heeft zich in de loop van de jaren ontwikkeld tot een zeer algemene universiteit die ook technische studies aanbiedt. De rector van de universiteit is Kofi Annan, de voormalige secretaris-generaal van de Verenigde Naties, maar staat onder de dagelijkse leiding van vice-rector Ebenezer Oduro Owusu.
De universiteit komt voor in de rankings als de nummer 1 universiteit van Ghana, nummer 19 van Afrika en nummer 1876 van de wereld, en is lid van de Vereniging van Universiteiten van het Gemenebest, de Vereniging van Afrikaanse Universiteiten en de Internationale Vereniging van Universiteiten.

## Geschiedenis
De Universiteit van Ghana werd opgericht in 1948 als University College of the Gold Coast op aanraden van de commissie-Asquith, die zich bezighield met het hoger onderwijs in de voormalige Britse koloniën. Deze raadde echter in eerste instantie aan om alleen een university college op te zetten in Nigeria, omdat het opzetten van university colleges zowel in Ghana als in Nigeria niet haalbaar zou zijn. De Britse regering ging akkoord met het laatstgenoemde voorstel en besloot tot het oprichten van een university college in Ibadan. De bevolking van de Goudkust was het hier echter niet mee eens, en onder leiding van politicus J.B. Danquah werd de Britse regering verzocht haar beslissing te herzien. Dat deed ze en zo werd het University College of the Gold Coast op 11 augustus 1948 opgericht, als onderdeel van de Universiteit van Londen.
Het eerste hoofd van deze instelling was David Balme, die de fundamenten legde voor een gezonde universiteit. Het kreeg het recht om studenten op te leiden die uiteindelijk een diploma van de Universiteit van Londen zouden krijgen. Tegelijkertijd moest het University College of the Gold Coast ook verantwoording afleggen aan de Inter-Universities Council, een raad die advies op allerlei gebied gaf aan de instellingen voor hoger onderwijs in de Britse koloniën. Hiervan werd geprofiteerd, omdat deze constructie resulteerde in hoge academische standaarden.
Ghana werd in 1960 een onafhankelijke republiek en in het academische jaar 1960-1961 werd de regering van Ghana verzocht om het university college om te vormen tot een universiteit. De regering stelde een onafhankelijke internationale commissie aan om dit te onderzoeken. Deze commissie adviseerde om over te gaan tot de oprichting van een volwaardige en onafhankelijke universiteit. De regering nam het advies over en op 1 oktober 1961 werd de Universiteit van Ghana officieel de nieuwe naam. Kwame Nkrumah, de toenmalige president van Ghana, werd de eerste rector van de universiteit.

## Campus

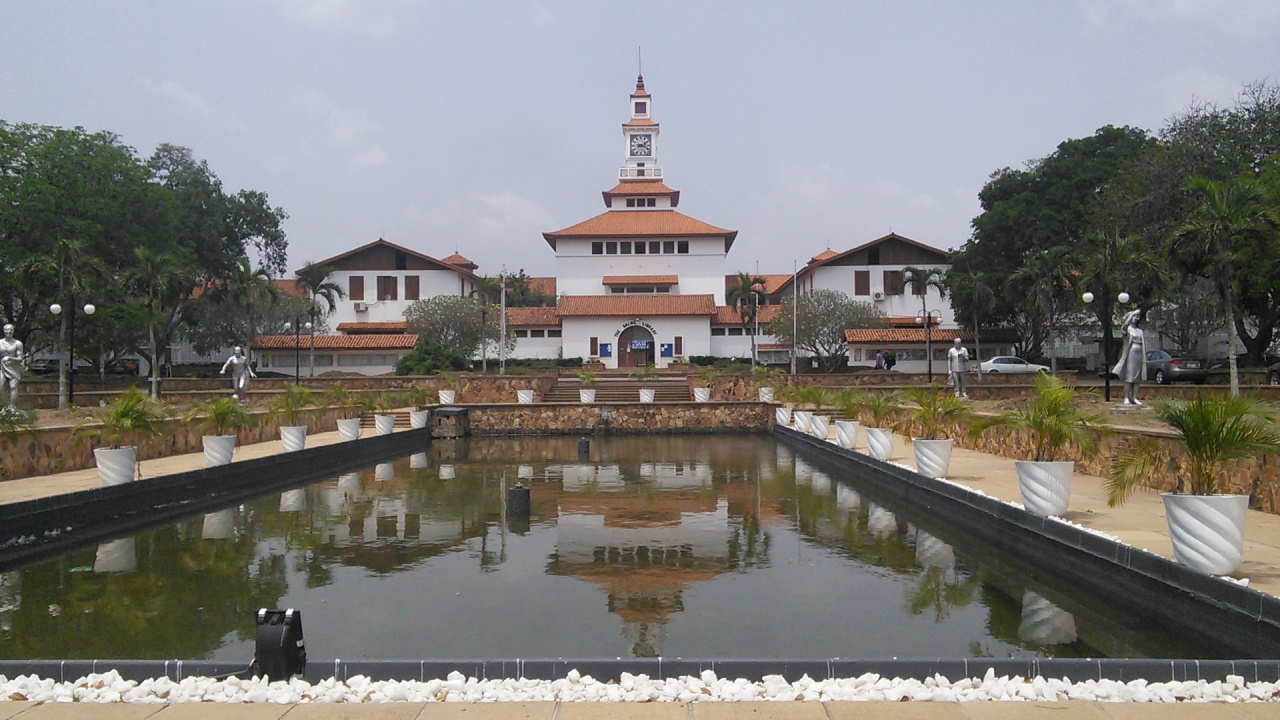
De Balme Library met op de voorgrond de vijver van University Square

De hoofdcampus van de Universiteit van Ghana ligt op een heuvel in Legon, een dorpje zo'n 13 kilometer ten noordoosten van Accra. De gebouwen van de universiteit liggen op zo'n 100 tot 130 meter boven zeeniveau. Op de campus liggen de collegezalen, laboratoria, departementen en slaapzalen. In het midden ligt het University Square, waarop een grote vierkante vijver staat. Aangrenzend aan dit plein ligt de Balme Library, de universiteitsbibliotheek van de universiteit. Ook zijn er sportvelden en een restaurant aanwezig. Daarnaast beschikt de universiteit over een groot openluchttheater. Op de top van de heuvel bevinden zich het administratiekantoor, de grote hal en een toren die door de Ghanese overheid is geschonken om de onafhankelijkheid van Ghana te herdenken. Vlakbij ligt ook het academisch ziekenhuis met 100 bedden, en een politiebureau.
Het college voor gezondheidswetenschappen en de schools voor geneeskunde en tandheelkunde bevindt zich in het Korle-Bu onderwijsziekenhuis, dat zo'n drie kilometer ten westen van het centrum van Accra en 18 kilometer van de hoofdcampus verwijderd ligt.

## Colleges, centra, faculteiten en instituten

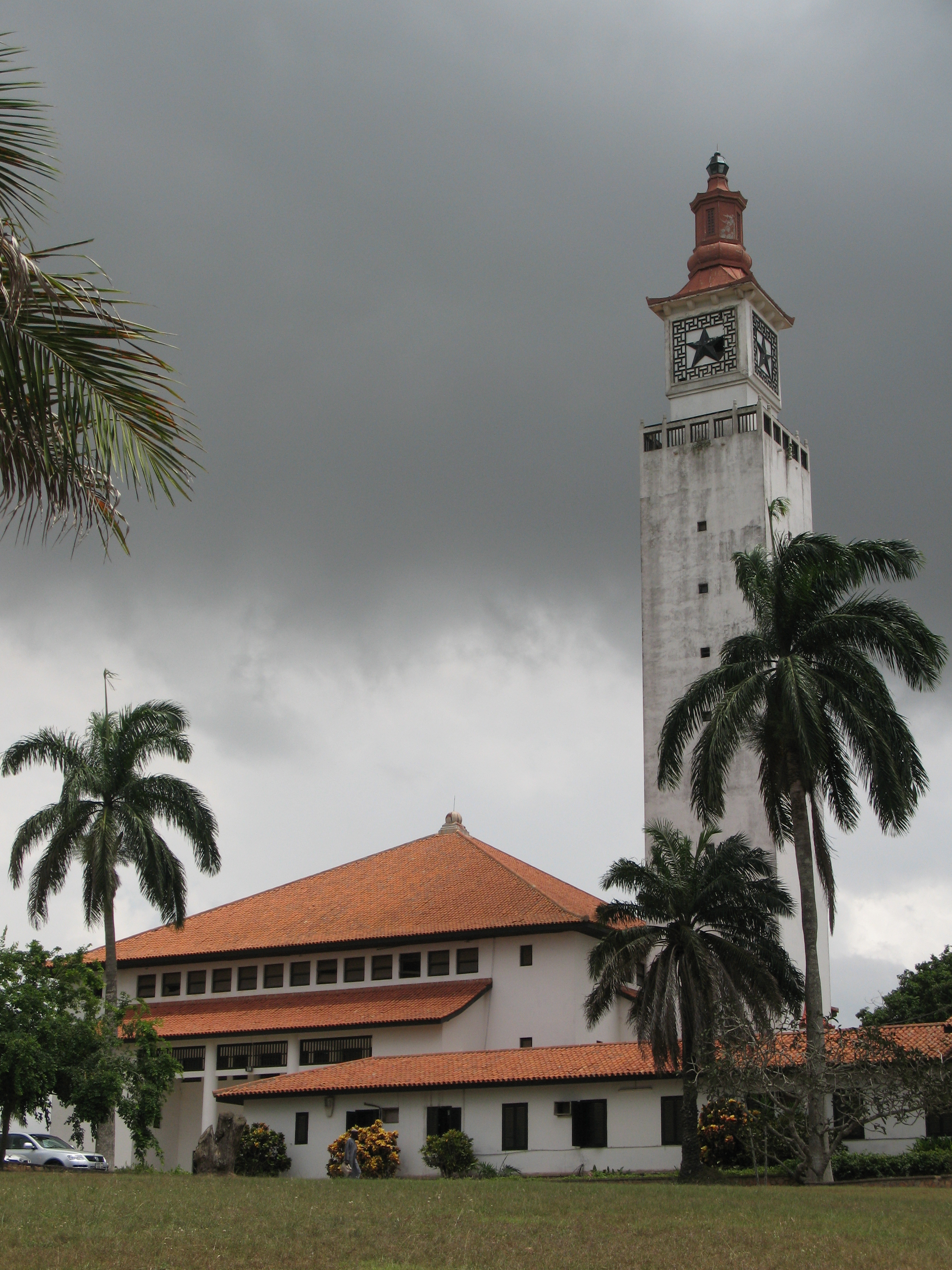
Toren op de campus van de Universiteit van Ghana

De universiteit bestaat uit colleges die opgedeeld zijn in schools en instituten, waarvan de meesten weer bestaan uit departementen. Daarnaast bestaat er een structuur van faculteiten, die weer onderverdeeld zijn in departementen. Sommige schools hebben de status van faculteit, andere niet. Vervolgens zijn er ook nog de onderzoeksinstituten en onderzoekscentra.

### Colleges
- College voor gezondheidswetenschappen
  - School voor geneeskunde
  - School voor tandheelkunde
  - School voor paramedische wetenschappen
  - School voor volksgezondheid
  - School voor verpleegkunde
  - Noguchi instituut voor medisch onderzoek
- College voor landbouwkunde en consumentwetenschappen
  - School voor landbouwkunde
  - Landbouwkundige onderzoekscentra

### Faculteiten
- Faculteit vrije kunsten (arts)
- Faculteit rechtsgeleerdheid
- Faculteit natuurwetenschappen
- Faculteit sociale wetenschappen
- Faculteit bedrijfskunde
- Faculteit techniek

### Onderzoeksinstituten
- Instituut voor Afrikastudies

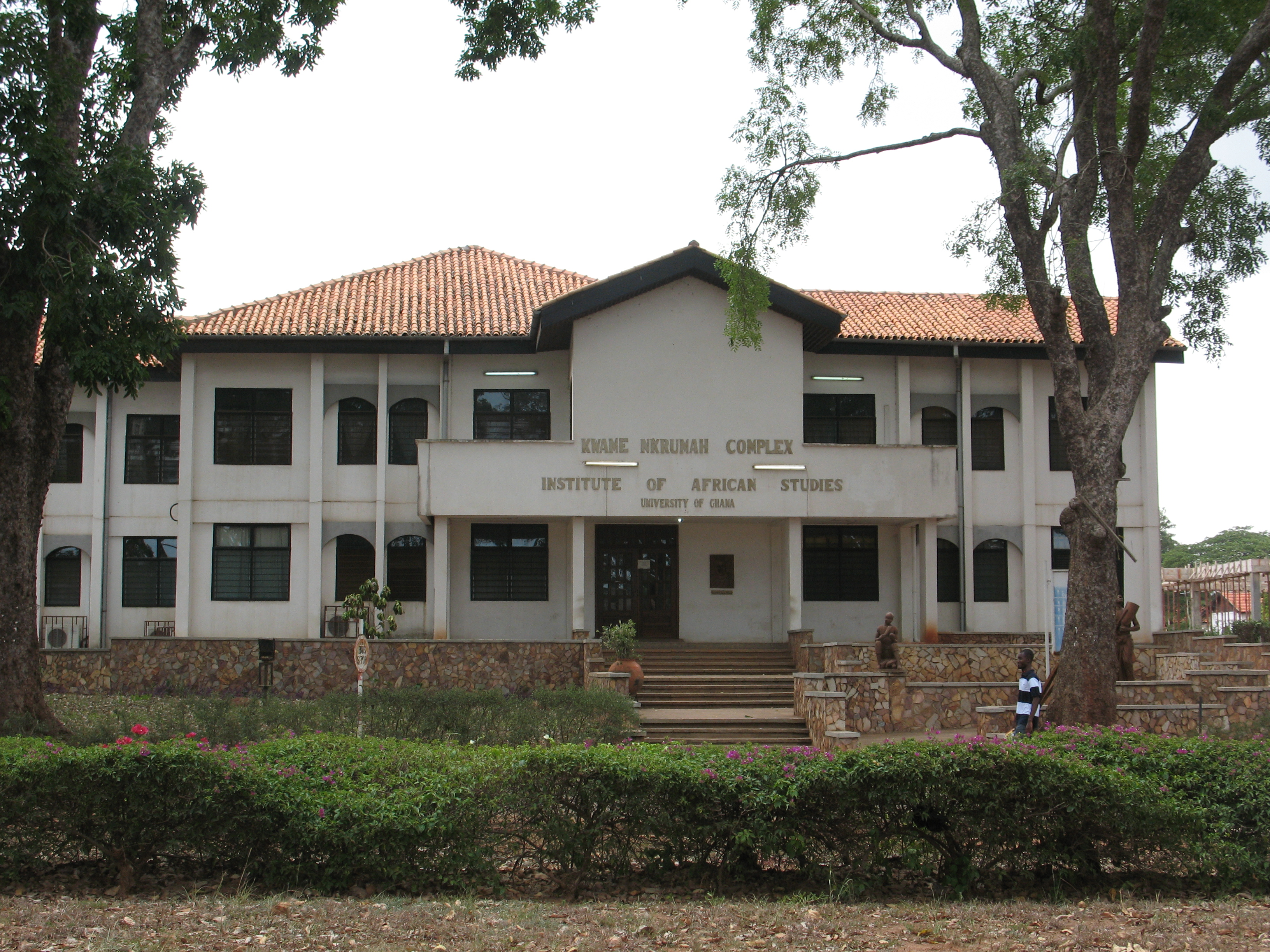
Het instituut voor Afrikastudies

- Instituut voor volwassenenonderwijs
- Instituut voor statistisch, sociaal en economisch onderzoek
- Regionaal instituut voor populatie-onderzoek

### Centra
- Regionaal trainingscentrum voor archivarissen
- Taalcentrum
- Centrum voor tropische klinische farmacologie en therapie
- Legon centrum voor internationale aangelegenheden
- Internationaal centrum voor Afrikaanse muziek en dans
- Centrum voor genderstudies en -belangen
- Centrum voor migratiewetenschappen

## Onderzoekseenheden en faciliteiten
Naast bovengenoemde onderdelen beschikt de universiteit over een aantal andere faciliteiten en eenheden:
- Onderzoeksproject voor het stroomgebied van de Volta
- Legon seismologisch observatorium
- Legon botanische tuin
- Balme Library, de universiteitsbibliotheek
- Advies-en voorlichtingsdienst
- Teledetectie-eenheid
- Centrum voor ecologielaboratoria
- Centrum voor onderzoek naar sociaal beleid
- African Virtual University, een initiatief van de Wereldbank dat communicatie op afstand stimuleert

## Samenwerkingsverbanden
De Universiteit van Ghana werkt samen met een groot aantal universiteiten van over de hele wereld. Voorbeelden van universiteiten waarmee ze samenwerkt, zijn de Universiteit van Alberta en Queen's University in Canada, Yanbian University of Science and Technology in China, de Mendel-Universiteit Brno in Tsjechië, de Universiteit van Mekelle in Ethiopië, de Universiteit van Straatsburg in Frankrijk, de Universiteit van Gießen in Duitsland, de Tokyo University of Agriculture and Technology in Japan, de Universiteit van Oslo in Noorwegen, de Universiteit van Stellenbosch in Zuid-Afrika, de Universiteit van Dar es Salaam in Tanzania, de Universiteit van Leeds in het Verenigd Koninkrijk en Cornell University en New York University in de Verenigde Staten.

## Alumni

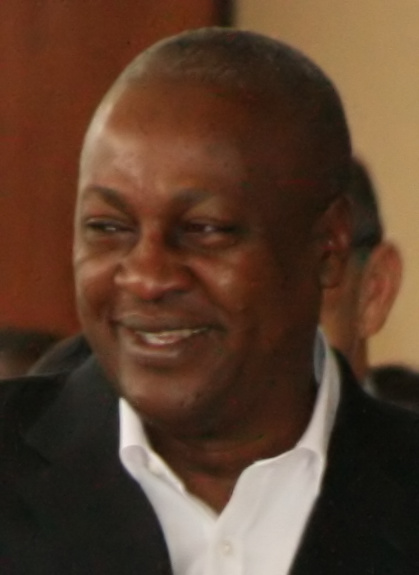
John Dramani Mahama, voormalig president van Ghana en alumnus van de Universiteit van Ghana

Bekende alumni van de universiteit zijn:
- Nana Akufo-Addo, president van Ghana
- John Atta Mills, voormalig president van Ghana
- George Ayittey, econoom
- Mohamed Ibn Chambas, Ghanees parlementslid en bemiddelaar in de burgeroorlog in Liberia
- Komla Dumor, voormalig journalist voor de BBC
- Akin Euba, Nigeriaans componist
- Akua Kuenyehia, voormalig rechter voor het Internationaal Strafhof
- John Dramani Mahama, voormalig president van Ghana